# Espoir FC de Mutimbuzi
Espoir Football Club de Mutimbuzi hoặc gọi tắt Espoir Mutimbuzi là một câu lạc bộ bóng đá Burundi đến từ Mutimbuzi. Sân nhà của họ là Stade Municipal có sức chứa 2.000 chỗ ngồi.
The team currently plays in Giải bóng đá ngoại hạng Burundi the top level of Burundian football.